# Dolany (Kladno)
Dolany é uma comunas checa localizada na região da Boêmia Central, distrito de Kladno.